# Grande estratégia
Grande estratégia ou alta estratégia trata-se da estratégia desenvolvida por um Estado e os respectivos meios que podem ser usados para se alcançar os interesses nacionais. Questões de grande estratégia normalmente incluem a escolha de teatros primários versus secundários na guerra, distribuição de recursos entre os vários serviços, os tipos gerais de fabricação de armamentos a favor e quais alianças internacionais melhor atendem aos objetivos nacionais. Com considerável sobreposição com a política externa, a grande estratégia concentra-se principalmente nas implicações militares da política. A liderança política de um país normalmente dirige a grande estratégia com a contribuição dos oficiais militares mais graduados. O desenvolvimento da grande estratégia de uma nação pode se estender por muitos anos ou mesmo por várias gerações. Enquanto os estudiosos da grande estratégia são dominados pela concepção de que apenas as grandes potências podem ter grandes estratégias, alguns estudiosos argumentam que as potências médias e até os pequenos estados podem ter grandes estratégias.
O conceito de grande estratégia foi ampliado para descrever estratégias multicamadas em geral, incluindo o pensamento estratégico em nível de corporações e partidos políticos. Nos negócios, uma grande estratégia é um termo geral para uma ampla definição de ação estratégica. Uma grande estratégia indica os meios que serão usados para atingir os objetivos de longo prazo. Exemplos de grandes estratégias de negócios que podem ser personalizadas para uma empresa específica incluem: concentração de mercado, desenvolvimento de mercado, desenvolvimento de produtos, inovação, integração horizontal, desapossamento e liquidação.

Ao definir o conceito, o historiador militar B. H. Liddell Hart afirmou:
[O] papel da grande estratégia – estratégia superior – é coordenar e direcionar todos os recursos de uma nação, ou grupo de nações, para a consecução do objetivo político da guerra – o objetivo definido pela política fundamental.

 A grande estratégia deve calcular e desenvolver os recursos econômicos e a mão-de-obra das nações para sustentar os serviços de combate. Também os recursos morais – pois fomentar o espírito de vontade das pessoas é muitas vezes tão importante quanto possuir as formas mais concretas de poder. A grande estratégia também deve regular a distribuição de poder entre os diversos serviços e entre os serviços e a indústria. Assim como o poder de luta é apenas um dos instrumentos da grande estratégia – que deve levar em conta e aplicar o poder da pressão financeira e, não menos importante, da pressão ética, para enfraquecer a vontade do oponente. . . .

 Além disso, enquanto os horizontes da estratégia são delimitados pela guerra, a grande estratégia olha além da guerra para a paz subsequente. Deve não apenas combinar os vários instrumentos, mas regular seu uso de modo a evitar danos ao futuro estado de paz – para sua segurança e prosperidade.
A grande estratégia expande a ideia comum de estratégia de três maneiras:
- expandir a estratégia além dos meios militares para incluir meios diplomáticos, financeiros, econômicos, informativos, etc.
- examinar as forças internas e externas – tendo em conta os vários instrumentos de poder e as políticas internas necessárias para sua implementação (recrutamento, por exemplo)
- incluindo a consideração de períodos de tempo de paz, além de tempo de guerra[7]

## Exemplos históricos

### Guerra do Peloponeso
Uma das primeiras obras sobre grande estratégia vem da História da Guerra do Peloponeso de Tucídides, um relato da guerra entre a Liga do Peloponeso (liderada por Esparta ) e a Liga de Delos (liderada por Atenas ).

### Império Romano
Desde a época de Adriano, os imperadores romanos empregavam uma estratégia militar de "segurança preclusiva - o estabelecimento de uma barreira linear de defesa do perímetro ao redor do Império. As Legiões estavam estacionadas em grandes fortalezas"
Estas "fortalezas" existiam ao longo do perímetro do Império, muitas vezes acompanhadas por paredes reais (por exemplo, a Muralha de Adriano). Devido à impenetrabilidade percebida dessas defesas perimetrais, os imperadores não mantinham nenhum exército de reserva central. O sistema romano de estradas permitia que os soldados se movessem de uma fronteira para outra (para fins de reforços durante um cerco) com relativa facilidade. Estas estradas também permitiram uma vantagem logística para Roma sobre seus inimigos, já que os suprimentos podiam ser movidos tão facilmente pelo sistema rodoviário Romano quanto os soldados. Dessa forma, se as legiões não pudessem vencer uma batalha por meio de habilidades militares de combate ou números superiores, elas poderiam simplesmente sobreviver aos invasores, que, como escreveu o historiador E. A. Thompson, "não pensavam em termos de milhões de alqueires de trigo."

O imperador Constantino transferiu as legiões das fronteiras para um exército itinerante consolidado como forma de economizar dinheiro e proteger os cidadãos mais ricos dentro das urbes. No entanto, essa grande estratégia, de acordo com algumas fontes antigas, teve efeitos caros no império romano, enfraquecendo suas defesas de fronteira e permitindo que ele fosse suscetível à entrada de exércitos externos. Além disso, as pessoas que viviam perto das fronteiras romanas começaram a procurar os bárbaros em busca de proteção após a partida dos exércitos romanos. Considera-se que este argumento se originou nos escritos de Eunápio Como afirma o historiador Zósimo, do século V d.C.:
"Constantino aboliu essa segurança de fronteira, removendo a maior parte dos soldados das fronteiras para cidades que não precisavam de forças auxiliares. Assim, privou de ajudar o povo que era assediado pelos bárbaros e oprimiu cidades tranquilas com a peste dos militares, de modo que vários logo ficaram desertos. Além disso, acalmou os soldados que se regalavam com espetáculos e luxos. De fato, para falar claramente, ele plantou pessoalmente as primeiras sementes do nosso atual estado de coisas devastado – Zósimo
Esta acusação de Zósimo é considerada um exagero grosseiro e uma avaliação incorreta das situações no século IV d.C. sob Constantino por muitos historiadores modernos. B.H. Warmington, por exemplo, argumenta que a declaração de Zósimo é "uma simplificação excessiva", lembrando-nos que "a acusação de exposição das regiões fronteiriças é, na melhor das hipóteses, anacrônica e provavelmente reflete os preconceitos de Zósimo contra Constantino; a corrupção dos soldados que vivia nas cidades era um lugar-comum literário."

### Segunda Guerra Mundial
Um exemplo de grande estratégia moderna é a decisão dos Aliados na Segunda Guerra Mundial de se concentrarem primeiro na derrota da Alemanha. A decisão, um acordo conjunto feito após o ataque a Pearl Harbor (1941) que levou os EUA à guerra, foi sensata, pois a Alemanha era o membro mais poderoso do Eixo e ameaçava diretamente a existência do Reino Unido e a União Soviética. Por outro lado, enquanto as conquistas do Japão atraíram considerável atenção pública, elas ocorreram principalmente em áreas coloniais consideradas menos essenciais por planejadores e formuladores de políticas. As especificidades da estratégia militar aliada na Guerra do Pacífico foram, portanto, moldadas pelos menores recursos disponibilizados aos comandantes no teatro de operações.
Os EUA e o Reino Unido usaram uma política de contenção como parte da grande estratégia durante a Guerra Fria.

## Nos Estados Unidos
Os diálogos em torno da grande estratégia nos Estados Unidos evoluiu significativamente desde a fundação do país, com a nação mudando de uma estratégia de expansão continental, isolamento de conflitos europeus e oposição aos impérios europeus no hemisfério ocidental em seu primeiro século, a um grande debate sobre a aquisição de um império na década de 1890 (culminando na conquista das Filipinas e Cuba durante a Guerra Hispano-Americana), seguido por rápidas mudanças entre equilíbrio offshore, internacionalismo liberal e isolacionismo em todo o mundo guerras. A Guerra Fria viu o uso crescente de estratégias de engajamento profundo em terra (incluindo a criação de várias alianças permanentes, envolvimento significativo na política interna de outros estados, e uma grande guerra de contra-insurgência no Vietnã). Com o fim da Guerra Fria, um debate estratégico inicial acabou se transformando em uma estratégia de primazia, culminando na invasão do Iraque em 2003. Os tremores secundários desta guerra, juntamente com uma crise econômica, o aumento da dívida nacional e o aprofundamento do impasse político, levaram a um debate estratégico renovado, centrado em duas grandes escolas de pensamento: primazia e contenção. Um retorno ao balanceamento offshore também foi proposto pelos proeminentes cientistas políticos Stephen Walt e John Mearsheimer.

### Na década de 1990
Com o final da Guerra Fria e o colapso da União Soviética removeram o foco da estratégia dos EUA: conter a União Soviética. Surgiu um grande debate sobre a direção futura da política externa dos EUA. Em um artigo de 1997 para a International Security intitulado "Competindo Visões para a Grande Estratégia dos EUA", Barry R. Posen e Andrew L. Ross identificaram quatro grandes alternativas estratégicas importantes no debate:
1. neo-isolacionismo
2. engajamento seletivo
3. segurança cooperativa
4. primazia[19]

#### Neo-isolacionismo
Partindo de uma interpretação realista defensiva da política internacional, o que os autores chamam de "neo-isolacionismo" defende que os Estados Unidos se retirem da participação ativa na política internacional para manter sua segurança nacional. Sustenta que, como não há ameaças à pátria americana, os Estados Unidos não precisam intervir no exterior. Enfatizando uma compreensão particular das armas nucleares, os autores descrevem como os proponentes acreditam que o poder destrutivo das armas nucleares e o potencial de retaliação dos Estados Unidos asseguram a soberania política e a integridade territorial dos Estados Unidos, enquanto a proliferação de tais armas para países como a Grã-Bretanha, França, China e Rússia impedem o surgimento de qualquer hegemonia concorrente na massa terrestre da Eurásia. A segurança dos Estados Unidos e a ausência de ameaças significam que "a defesa nacional raramente justificará a intervenção no exterior". Além disso, seus proponentes argumentam que "os Estados Unidos não são responsáveis e não podem arcar com os custos da manutenção da ordem mundial". Eles também acreditam que "a busca do bem-estar econômico é melhor deixar para o setor privado" e que os Estados Unidos não devem tentar espalhar seus valores porque isso aumenta o ressentimento em relação aos EUA e, por sua vez, diminui sua segurança. Em suma, o neo-isolacionismo aconselha os Estados Unidos a preservar sua liberdade de ação e independência estratégica.
Em termos mais objetivos, os autores discutem como a implementação da chamada grande estratégia "neo-isolacionista" envolveria menos foco na questão da proliferação nuclear, retirada da OTAN e grandes cortes na presença militar dos Estados Unidos no exterior. Os autores veem uma estrutura de força militar que prioriza uma capacidade segura de segundo ataque nuclear, inteligência, forças navais e de operações especiais, limitando o desdobramento de forças para a Europa e a Ásia.
Posen e Ross, identificam estudiosos e figuras políticas proeminentes como Earl Ravenal, Patrick Buchanan e Doug Bandow.

#### Engajamento seletivo
Com raízes semelhantes na tradição realista das relações internacionais, o engajamento seletivo defende que os EUA devem intervir em regiões do mundo apenas se afetarem diretamente sua segurança e prosperidade. O foco, portanto, está nas potências com potencial industrial e militar significativo e na prevenção da guerra entre esses estados. A maioria dos proponentes dessa estratégia acredita que a Europa, a Ásia e o Oriente Médio são mais importantes para os Estados Unidos. A Europa e a Ásia contêm as grandes potências, que têm o maior impacto militar e econômico na política internacional, e o Oriente Médio é uma fonte primária de petróleo para grande parte do mundo desenvolvido. Além dessas preocupações mais específicas, o engajamento seletivo também se concentra na prevenção da proliferação nuclear e de qualquer conflito que possa levar a uma guerra de grandes potências, mas não fornece diretrizes claras para intervenções humanitárias. Os autores prevêem que uma estratégia de engajamento seletivo envolveria uma forte capacidade de dissuasão nuclear com uma estrutura de força capaz de combater duas guerras regionais, cada uma através de alguma combinação de forças terrestres, aéreas e marítimas complementadas com forças de um aliado regional. Eles questionam, no entanto, se tais políticas poderiam angariar o apoio sustentado de uma democracia liberal experiente, com uma abordagem moralista de relações internacionais, se os Estados Unidos com sucesso poderia diferenciar necessário versus desnecessário o envolvimento e se uma estratégia que se concentra na Europa, Ásia e Oriente Médio, na verdade, representa uma mudança do atual envolvimento.
O autor Barry Posen se definiu como defensor do "engajamento seletivo", com a ressalva de que os Estados Unidos devem não apenas agir para reduzir a probabilidade de uma guerra de grandes potências, mas também se opor à ascensão de uma hegemonia eurasiana capaz de ameaçar os Estados Unidos.
Robert J. Art argumenta que o engajamento seletivo é a melhor estratégia para o século XXI porque é, por definição, seletivo. "Ele orienta o caminho do meio entre um curso isolacionista e unilateralista, por um lado, e policial mundial, papel altamente intervencionista, por outro." Portanto, Art, evita definições excessivamente restritivas e excessivamente expansivas dos interesses dos EUA, encontrando, em vez disso, um compromisso entre fazer muito e pouco militarmente. Além disso, o engajamento seletivo é a melhor estratégia para alcançar os dois objetivos realistas – prevenir o terrorismo com armas de destruição em massa, manter a paz entre grandes potências e garantir o fornecimento de petróleo; e objetivos liberais – preservar o livre comércio, difundir a democracia, observar os direitos humanos e minimizar o impacto das mudanças climáticas. Os objetivos realistas representam interesses vitais e os objetivos liberais representam interesses desejáveis. Interesses desejáveis não são sem relevância, mas são de menor importância quando um trade-off entre eles e interesses vitais deve ser feito. O engajamento seletivo, no entanto, mitiga o efeito do trade-off precisamente porque é uma política moderada e estratégica.

#### Segurança cooperativa
Os autores escrevem que "a característica distintiva mais importante da segurança cooperativa é a proposição de que a paz é efetivamente indivisível".  Ao contrário das outras três perspectivas, a segurança cooperativa baseia-se tanto no liberalismo quanto no realismo em sua abordagem das relações internacionais. Enfatizando a importância da paz mundial e da cooperação internacional, a visão supõe que o crescimento da governança democrática e o uso de instituições internacionais superarão o dilema de segurança e impedirão o conflito interestatal.  Posen e Ross propõem que a ação coletiva é o meio mais eficaz de impedir que potenciais agressores estatais e não estatais ameacem outros estados. A segurança cooperativa considera a proliferação nuclear, os conflitos regionais e as crises humanitárias como os principais interesses dos Estados Unidos.
Os autores supõem que uma estratégia tão grandiosa envolveria um apoio mais forte às instituições internacionais, acordos e o uso frequente da força para fins humanitários. Se as instituições internacionais, em última análise, implicassem no desdobramento de uma força multinacional, supõem que a contribuição dos Estados Unidos enfatizaria o comando, controle, comunicações e inteligência, supressão de defesa e munições guiadas com precisão - o que eles consideravam na época os Estados Unidos. Vantagem comparativa dos Estados no poder aeroespacial. Os problemas da ação coletiva, os problemas da efetiva formação das instituições internacionais, os sentimentos vacilantes das populações democráticas e as limitações do controle de armas são oferecidos pelos autores como críticas notadas à segurança coletiva.

#### Primazia
A primazia sustenta que apenas uma preponderância do poder dos EUA garante a paz. Como resultado, defende que os EUA persigam a hegemonia final e dominem o sistema internacional econômica, política e militarmente, rejeitando qualquer retorno à bipolaridade ou multipolaridade e impedindo o surgimento de qualquer concorrente. Portanto, seus proponentes argumentam que a política externa dos EUA deve se concentrar em manter o poder dos EUA e impedir que qualquer outro poder se torne um sério desafio para os Estados Unidos. Com isso em mente, alguns defensores dessa estratégia argumentam que os EUA deveriam trabalhar para conter a China e outros concorrentes, em vez de inclui-los. Em relação a crises humanitárias e conflitos regionais, a primazia sustenta que os EUA só devem intervir quando impactam diretamente a segurança nacional, mais na linha de engajamento seletivo do que na segurança coletiva. No entanto, defende a prevenção activa da proliferação nuclear a um nível semelhante à segurança colectiva.
A implementação de tal estratégia envolveria forças militares em níveis semelhantes aos da Guerra Fria, com ênfase na modernização militar e pesquisa e desenvolvimento. Observam, no entanto, que "a busca pela primazia provavelmente se mostrará fútil por cinco razões": a difusão de capacidades econômicas e tecnológicas, o equilíbrio interestadual contra os Estados Unidos, o perigo de que a liderança hegemônica minará fatalmente instituições multilaterais valiosas, a viabilidade da guerra preventiva e os perigos da expansão imperial.
Daniel Drezner, professor de política internacional da Universidade Tufts, esboça três argumentos apresentados por entusiastas da primazia que afirmam que a preeminência militar gera externalidades econômicas positivas. "Um argumento, que chamo de 'favoritismo geoeconômico', levanta a hipótese de que a hegemonia militar atrairá capital privado porque oferece maior segurança e proteção aos investidores. Um segundo argumento postula que os benefícios da primazia militar fluem do favoritismo geopolítico: que os estados soberanos, em troca de viver sob o guarda-chuva de segurança da superpotência militar, transferem voluntariamente recursos para ajudar a subsidiar o custo da economia. O terceiro argumento postula que os estados são mais propensos a desfrutar de bens públicos globais sob uma distribuição unipolar de poder militar, acelerando o crescimento econômico global e reduzindo as tensões de segurança. Estes bens públicos beneficiam o hegemon tanto, se não mais, do que outros atores." Drezner sustenta que a evidência empírica que apoia o terceiro argumento é a mais forte, embora com alguns qualificadores. "Embora o mecanismo causal preciso permaneça em disputa, as eras hegemônicas estão fortemente correlacionadas com barreiras comerciais mais baixas e maiores níveis de globalização". No entanto, Drezner destaca uma advertência: o custo de manutenção de bens públicos globais alcança a superpotência que os fornece. "Outros países se afastam do hegemon, permitindo que cresçam mais rápido. As tecnologias se difundem da potência hegemônica para o resto do mundo, facilitando o alcance dos objetivos. Analistas chineses postularam que esses fenômenos, ocorrendo agora, estão permitindo que a China supere os Estados Unidos."

#### Primazia versus engajamento seletivo
Barry Posen, diretor do Programa de Estudos de Segurança do Instituto de Tecnologia de Massachusetts, acredita que a política externa ativista dos EUA que continua a definir a estratégia dos EUA no século XXI é uma "estratégia indisciplinada, cara e sangrenta" que causou mais danos do que bom para a segurança nacional dos EUA. "Faz inimigos quase tão rápido quanto os mata, desencoraja os aliados a pagar por sua própria defesa e convence os estados poderosos a se unirem e se oporem aos planos de Washington, aumentando ainda mais os custos da execução de sua política externa". Os EUA foram capazes de arcar com tal aventureirismo durante a década de 1990, argumenta Posen, porque a projeção do poder americano era completamente incontestável. Ao longo da última década, no entanto, o poder americano tem diminuído relativamente, enquanto o Pentágono continua a "depender de infusões contínuas de dinheiro simplesmente para manter sua estrutura de força atual - níveis de gastos que a Grande Recessão e a dívida crescente dos EUA tornaram insustentáveis. ."
Posen propõe que os Estados Unidos abandonem sua estratégia hegemônica e a substituam por uma de contenção. Isso se traduz em abandonar a busca de moldar um mundo que seja satisfatório para os valores dos EUA e, em vez disso, promover interesses vitais de segurança nacional: os militares dos EUA iriam à guerra apenas quando necessário. Grandes contingentes de tropas em regiões pacíficas sem precedentes, como a Europa, seriam significativamente reduzidos, incentivando os membros da OTAN a fornecer mais para sua própria segurança. Nesse cenário, os EUA teriam mais margem de manobra no uso de recursos para combater as ameaças mais prementes à sua segurança. Uma estratégia de contenção, portanto, ajudaria a preservar a prosperidade e a segurança do país mais do que uma estratégia hegemônica. Para ter certeza, Posen deixa claro que não está defendendo o isolacionismo. Em vez disso, os Estados Unidos devem se concentrar em três desafios de segurança urgentes: impedir que um poderoso rival destrua o equilíbrio global de poder, combater terroristas e limitar a proliferação nuclear.
John Ikenberry, da Universidade de Princeton, e Stephen Brooks e William Wohlforth, ambos do Dartmouth College, rejeitam a tese de engajamento seletivo de Posen, argumentando que o engajamento norte-americano não é tão ruim quanto Posen faz parecer. Os defensores do engajamento seletivo, eles argumentam, exageram os custos da atual grande estratégia dos EUA e subestimam os benefícios. "Os benefícios do engajamento profundo... são muitos. Os compromissos de segurança dos EUA reduzem a concorrência em regiões-chave e funcionam como uma barreira contra rivais em potencial. Eles ajudam a manter uma economia mundial aberta e dão vantagem a Washington nas negociações econômicas. E eles tornam mais fácil para os Estados Unidos garantir a cooperação para combater uma ampla gama de ameaças globais ."
Ikenberry, Brooks e Wohlforth não estão convencidos de que a atual grande estratégia dos EUA gere um contrapeso subsequente. Ao contrário dos hegemônicos anteriores, os Estados Unidos estão geograficamente isolados e não enfrentam rivais contíguos de grande potência interessados em equilibrá-lo. Isso significa que os Estados Unidos são muito menos ameaçadores para grandes potências situadas a oceanos de distância, afirmam os autores. Além disso, qualquer concorrente teria dificuldade em igualar o poderio militar dos EUA. "Não apenas os EUA estão tão à frente militarmente em termos quantitativos e qualitativos, mas suas garantias de segurança também lhe dão a vantagem de impedir que aliados forneçam tecnologia militar a potenciais rivais dos EUA. Como os Estados Unidos dominam a indústria de defesa de ponta, podem trocar o acesso ao seu mercado de defesa pelo acordo dos aliados de não transferir tecnologias militares importantes para seus concorrentes."
Finalmente, quando os EUA exercem sua alavancagem de segurança, argumentam os autores, eles moldam a estrutura geral da economia global. "Washington vence quando os aliados dos EUA favorecem [o] status quo, e uma razão pela qual estão inclinados a apoiar o sistema existente é porque valorizam suas alianças militares".
Ted Carpenter, membro sênior do Cato Institute, acredita que os defensores da primazia sofrem com o "modelo do interruptor de luz", no qual existem apenas duas posições: ligado e desligado. "Muitos, aparentemente a maioria, proponentes da preeminência dos EUA não reconhecem a existência de opções entre a atual política de intervencionismo global promíscuo e isolacionismo." A adesão ao modelo do interruptor de luz, argumenta Carpenter, reflete a rigidez intelectual ou um esforço para sufocar a discussão sobre uma série de alternativas ao status quo. O engajamento seletivo é uma estratégia que fica entre a primazia e o isolacionismo e, dada a crescente multipolaridade e a precariedade fiscal americana, deve ser levada a sério. "A seletividade não é apenas uma opção quando se trata de embarcar em intervenções militares. É imperativo para uma grande potência que deseja preservar sua insolvência estratégica. Caso contrário, a superextensão e a exaustão nacional tornam-se perigos crescentes." Carpenter acredita que o descarregamento da responsabilidade de segurança dos EUA deve ser avaliado caso a caso. No entanto, os Estados Unidos devem abster-se de usar o poderio militar em campanhas que não lidem diretamente com os interesses dos EUA. "Se um sentimento de indignação moral, em vez de uma avaliação calculada do interesse nacional, governar a política externa dos EUA, os Estados Unidos se envolverão em conflitos ainda mais obscuros nos quais poucos ou nenhum interesse americano tangível está em jogo."

### Atualmente
Posen argumentou que as quatro escolas de grande estratégia dos EUA que foram identificadas na década de 1990 foram substituídas por apenas duas: hegemonia liberal, que veio de uma fusão de primazia e segurança cooperativa, e contenção, que veio de uma fusão de neo-isolacionismo e engajamento seletivo. Outros estudiosos propuseram uma terceira política, balanceamento offshore.

#### Hegemonia liberal
Os proponentes da hegemonia liberal são a favor de uma ordem mundial na qual os Estados Unidos são hegemônicos e usam essa vantagem de poder para criar um sistema internacional liberal e, às vezes, usam a força para impor ou difundir valores liberais (como direitos individuais, livre comércio e a regra da lei). Os Estados Unidos se esforçam para manter um poder militar avassalador, sob uma teoria de que concorrentes em potencial nem tentarão competir no cenário global. Também mantém uma extensa rede de compromissos de alianças permanentes em todo o mundo, usando o sistema de alianças tanto para avançar e reter o poder hegemônico quanto para solidificar os sistemas políticos liberais emergentes. De acordo com Posen, essa estratégia vê "ameaças que emanam de três fontes principais: estados falidos, estados desonestos e concorrentes não liberais". Estados falidos, nessa concepção, são fontes de instabilidade; estados párias podem patrocinar o terrorismo, adquirir armas de destruição em massa e se comportar de forma imprevisível; concorrentes não-liberais competiriam diretamente com os Estados Unidos e "complicariam a disseminação de instituições liberais e a construção de estados liberais". O apoio a estratégias hegemônicas liberais entre os principais pensadores de ambos os partidos políticos ajuda a explicar o amplo apoio da elite à invasão do Iraque em 2003 e à intervenção na Líbia em 2011, embora o envolvimento militar dos EUA nesses conflitos tenha sido iniciado por presidentes de diferentes partidos. A principal diferença na política externa entre os defensores republicanos e democratas da hegemonia liberal, de acordo com Posen, está no apoio às instituições internacionais como meio de alcançar a hegemonia.

#### Restrição
Os proponentes de uma grande estratégia de contenção pedem que os EUA reduzam significativamente seus compromissos de segurança no exterior e evitem amplamente o envolvimento em conflitos no exterior. A América tiraria vantagem do que Posen chama de uma posição estratégica "notavelmente boa": "Os EUA são ricos, distantes de outras grandes potências e defendidos por um poderoso dissuasor nuclear. Outras grandes potências são atualmente mais fracas que os Estados Unidos, próximas umas das outras, e enfrentam as mesmas pressões para se defenderem que os Estados Unidos." Os defensores da contenção estratégica argumentam, de acordo com a tradição realista, que os Estados são auto-interessados e, portanto, cuidarão de seus próprios interesses e do equilíbrio contra os agressores; no entanto, quando possível, os estados preferem "carona grátis" ou "carona barata", passando a responsabilidade para outros estados para arcar com o custo do balanceamento. Os proponentes da restrição também enfatizam o poder de dissuasão das armas nucleares, que aumentam tremendamente as apostas dos confrontos entre grandes potências, gerando cautela, em vez de recompensar a agressão. Os defensores da contenção veem o nacionalismo como uma força poderosa, que torna os países ainda mais resistentes à conquista externa e, portanto, torna o sistema internacional mais estável. Os proponentes da restrição também argumentam, com base em pensadores como o estrategista prussiano Carl von Clausewitz, que a força militar é um instrumento contundente, caro e imprevisível e que, portanto, deve ser usado apenas raramente, para objetivos claros.
A contenção é diferente do isolacionismo: os isolacionistas favorecem a restrição do comércio e da imigração e tendem a acreditar que os eventos no mundo exterior têm pouco impacto nos Estados Unidos. Como já analisado, às vezes é confundido com o não-intervencionismo. A contenção, no entanto, vê o dinamismo econômico como uma fonte chave de poder nacional e, portanto, tende a defender um sistema de comércio relativamente aberto. Alguns limitadores pedem apoio a esse sistema comercial por meio de patrulhas navais significativas; outros sugerem que a economia internacional é resiliente contra rupturas e, com raras exceções, não requer um Estado poderoso para garantir a segurança do comércio global.

#### Balanceamento Estrangeiro (offshore)
No balanceamento offshore, os Estados Unidos se absteriam de envolvimento relevante em assuntos de segurança no exterior, exceto para impedir que um estado estabeleça hegemonia no que os balanceadores offshore identificam como as três principais regiões estratégicas do mundo: Europa Ocidental, Nordeste da Ásia e Golfo Pérsico. Esta estratégia defende uma presença no exterior significativamente reduzida em comparação com a hegemonia liberal, mas argumenta que a intervenção é necessária em mais circunstâncias do que restrição. O balanceamento offshore está associado a teorias realistas ofensivas do comportamento do Estado: ele acredita que a conquista pode muitas vezes permitir que os Estados ganhem poder e, portanto, que uma hegemonia em regiões com grandes economias, altas populações ou recursos críticos poderia rapidamente se tornar uma ameaça global para os interesses dos Estados Unidos.

## Leitura complementar (em língua inglesa)
- Gaddis, John Lewis (2018). On Grand Strategy. United States: Penguin Press. ISBN 978-1594203510
- Art, Robert J (2004). A Grand Strategy for America. Ithaca, New York: Cornell University Press. ISBN 978-0-8014-8957-0
- Biddle, Stephen. American Grand Strategy After 9/11: An Assessment. 50pp. April 2005
- Clausewitz, Carl von. On War
- Fuller, J.F.C. The Generalship of Alexander the Great
- Benjamin Isaac. The Limits of Empire: The Roman Army in the East Oxford: Oxford University Press, 1992 (2nd rev. ed.)
- Kolliopoulos. Grand Strategy of Ancient Sparta. Piotita Publications.
- Kondilis, P. Theory of War
- __, Power and Decision
- Liddell Hart, B. H. Strategy. London:Faber, 1967 (2nd rev. ed.)
- Luttwak, E. The Grand strategy of the Roman Empire
- Papasotiriou, Harry. Grand Strategy of the Byzantine Empire
- Platias, A. International Relations and Grand Strategy in Thucydides
- Posen, Barry P. Restraint: A New Foundation for U.S. Grand Strategy, Cornell University Press, 2014 ISBN 978-0-8014-5258-1
- Wright, Steven. The United States and Persian Gulf Security: The Foundations of the War on Terror, Ithaca Press, 2007 ISBN 978-0-86372-321-6